# Řád konkordie
Řád konkordie (německy Concordienorden) byl frankfurtský řád. Založil ho 5. února 1813 mohučský kurfiřt, kníže-primas Rýnského spolku a frankfurtský velkovévoda Karel Theodor von Dalberg jako civilní a vojenský záslužný řád. Zanikl roku 1815, kdy Vídeňský kongres zrušil Velkovévodství frankfurtské.

## Vzhled řádu
Odznakem je zlatý osmihrotý kříž, v jeho středovém medailonu jsou na dvě zkřížené palmové větve umístěny dva mraky, z nichž vycházejí dvě spojené ruce na slunečním paprsku. Nad nimi je nápis CONCORDIA (Svornost). Na zadní straně je pak vyobrazen korunovaný znak velkovévodství, ležící na hermelínovém plášti.
Stuha bílá s červenými postranními pruhy.

## Dělení
Řád se dělil do tří tříd, s prvními dvěma bylo spojeno povýšení do osobního nedědičného rytířského stavu.
- velkokříž - velkostuha
- komandér - u krku
- rytíř - na prsou